# MeTalkPretty
MeTalkPretty, auch bekannt unter Me Talk Pretty oder kurz MTP, ist eine US-amerikanische Rockband aus New York. Die Band wurde 2006 von Iulia Preotu (Lead-Gesang), Leon Lyazidi (Gitarre, Keyboard) und James Kluz (Schlagzeug) gegründet. Nate Meng (Bass) kam 2008 und Guerin Blask (Schlagzeug) 2010 zur Band.
Die Debüt-EP RUBY, produziert und gemischt von Arun Vankatesh, war unabhängig (ohne Label) im Jahre 2008 veröffentlicht worden. Nach hunderten lokalen und regionalen Auftritten und Konzerten brachten Me Talk Pretty ihre Konzerte in mehreren Auftritten bei der Vans Warped Tour 2008 und 2009, der SXSW Music Conference und CMJ Music Conference, auch auf die nationalen Bühnen.
Nachdem die Band mit RUBY eine Menge Interesse weckte, schrieb und veröffentlichte die Band ein Demo mit drei Songs, das von Arun Vankatesh produziert und  von Mike Plotnikoff abgemischt wurde.
Am 11. September 2009 gewannen MeTalkPretty den MTV Video Music Award für Best Breakout Band NYC. Kurz danach, am 4. Oktober 2009, begann die Band mit den Aufnahmearbeiten für ihr Debütalbum mit Noah Shain. Am 1. Februar 2010, gab die Band auf ihrer Facebook-Seite bekannt, dass sie nun bei Eight O Five Records/Fontana Distribution/Universal Music Group unter Vertrag steht und das Debüt-Album mit dem Titel "We Are Strangers" fertiggestellt ist.

## Bandmitglieder
- Iulia Preotu – Leadgesang
- Leon Lyazidi – Gitarre, Keyboards
- Guerin Blask – Schlagzeug
- Kevin Coffrin – Bass (Seit 16. November 2011)
- Nate Meng – Bass (bis 16. November 2011)

## We Are Strangers
Die Single "Wake Up" wurde im Juni 2010 veröffentlicht und war unter anderem zu hören in:
- EA Sports NHL 10
- Sims 3: World Adventures
- Rock Band (Rock Band Network)

## Tour
2010 ging die Band auf Tour mit:
- Neon Trees, Paper Tongues, Civil Twilight (Bang The Gong Tour)
- Filter
- ausgewählte Termine auf der 2010 Warped Tour

Das Album We Are Strangers erschien im April 2011 und gewann den MTV’s The Freshman. Seitdem war die Band 2011 auf Tour mit:
- Taproot
- Polar Opposite Tour mit Sick Puppies, Framing Hanley, Adelitas Way
- Framing Hanley
- Pop Evil
- KILL TH3 MACHIN3 with Red, Red Jumpsuit Apparatus, Oh No Fiasco
- Anticipation Tour 2011 Alien Ant Farm

Die Band bestätigte vor kurzem ihre erste Headliner-Tour mit dem Titel The Wake Up! Tou. Auf Tour gehen Me Talk Pretty mit Madina Lake, Hell or Highwater und New Years Day. Der Tourauftakt war am 26. November 2011. Der erste Teil der Tour war bis zum 22. Dezember 2011 geplant. Weitere Tourdaten ab Januar 2012 waren geplant.

## Auszeichnungen
- MTV’s The Freshman MTV VMA Best Breakout Band NYC
- Gewinner der Sabian Dream Spot Competition 2008
- 2009 Denny’s All nighter / Filter Magazine Winners
- September 2009 AOL Music Unsigned Band of The Month
- Oktober 2009 Victoria’s Secret Pink Band of The Month